# Feketevár vára
A Feketevár vára (németül: Burg Schwarzenbach) Alsó-Ausztriában, a Fraknó és Kabold közötti Feketevárban (Schwarzenbachban),  mezőváros felett található középkori vár.

## Története
A vár a Kőszegieké, Königsbergeké és Esterházyaké volt egykoron. A vár 1362-ig Magyar Királyságban volt.

## Birtokos
- 1254 – Magyar Királyság – König Béla IV.
- 1290 – Graf Heinrich von Bernstein
- 1296 – Friedrich von Kreisbach
- 1331 – Heinrich von Haderswörth (vermutlich einer der edlen Herren von Lanzenkirchen)
- 1337 – Magyar Királyság – Ödenburger Gespan Leustachius
- 1362 – Erzherzogtum Österreich – herzögliche Kammergutsadministration
- 1364 – Wulfing von Klingfurth
- 1369 – Wilhelm von Ellerbach
- 1377 – Pernold der Klingenfurter und seine Frau verkaufen an Michael Prenner, dem damals reichsten Bürger von Wiener Neustadt
- 1379 – Herzog Albrecht III. (Teilungsvertrag von Neuberg)
- 1381 – Heinrich von Pottendorf
- 1382 – Graf Johann-Iwan von Bernstein
- 1389 – Ritter Häschk von Walpersbach
- 1418 – Hans Häschk von Schwarzenbach (Feketevár)
- 1439 – Söhne von Konrad Königsberger
- 1462 – Johann Siegmund Freiherr von Weißbriach
- 1492 – Johann von Königsberg
- 1560 – Söhne von Ehrenreich Königsberg
- 1591 – Ulrich von Königsberg
- 1601 – Ludwig von Königsberg
- 1608 – Georg Ehrenreich von Zinzendorf
- 1624 – Georg Gabriel Kollonitsch
- 1658 – Hans Ehrenreich von Wurmbrand
- 1680 – erwarb Graf (ab 1687 Fürst) Pál I. Esterházy de Galántha die zum Schloss umgebaute Burg Schwarzenbach und auch heute noch ist die fürstliche Linie des Forchtensteiner Zweiges der Familie Esterházy de Galántha der Besitzer[2][3]

## Külső hivatkozások
- Geschichte der Burg Schwarzenbach[halott link] auf Burgen-Austria